# Tuffi ai campionati mondiali di nuoto 2017 - Piattaforma 10 metri sincro misti
La gara dei tuffi dalla piattaforma 10 metri sincro misti dei campionati mondiali di nuoto 2017 è stata disputata il 15 luglio presso la Duna Aréna di Budapest. La gara è iniziata alle ore 13:00 e vi hanno preso parte 16 coppie di atleti provenienti da altrettante nazioni, ognuna delle quali ha eseguito una serie di cinque tuffi.
La competizione è stata vinta dalla coppia cinese Ren Qian e Lian Junjie, mentre l'argento e il bronzo sono andati rispettivamente alla coppia britannica Lois Toulson e Matty Lee e a quella nordcoreana Kim Mi-rae e Hyon Il-myong.

## Risultati
| Pos. | Nazione        | Atleti                                 | Tot.   | T1    | T2    | T3    | T4    | T5    | Ord. |
| ---- | -------------- | -------------------------------------- | ------ | ----- | ----- | ----- | ----- | ----- | ---- |
| 1    | Cina           | Ren Qian Lian Junjie                   | 352,98 | 52,20 | 55,20 | 74,70 | 85,44 | 85,44 | 14   |
| 2    | Gran Bretagna  | Lois Toulson Matty Lee                 | 323,28 | 48,60 | 48,00 | 70,20 | 76,80 | 79,68 | 16   |
| 3    | Corea del Nord | Kim Mi-rae Hyon Il-myong               | 318,12 | 46,20 | 46,20 | 70,20 | 77,76 | 77,76 | 10   |
| 4    | Russia         | Julija Timošinina Viktor Minibaev      | 310,08 | 49,20 | 50,40 | 71,10 | 68,34 | 71,04 | 12   |
| 5    | Canada         | Meaghan Benfeito Nathan Zsombor-Murray | 307,80 | 46,20 | 51,00 | 66,60 | 72,96 | 71,04 | 15   |
| 6    | Giappone       | Minami Itahashi Kazuki Murakami        | 307,74 | 49,20 | 48,00 | 70,08 | 67,50 | 72,96 | 6    |
| 7    | Australia      | Melissa Wu Domonic Bedggood            | 306,30 | 49,20 | 52,20 | 65,70 | 60,48 | 78,72 | 7    |
| 8    | Germania       | Christina Wassen Florian Fandler       | 302,46 | 45,60 | 46,20 | 70,08 | 65,70 | 74,88 | 11   |
| 9    | Messico        | Viviana Del Angel Randal Willars       | 301,08 | 51,60 | 44,40 | 63,00 | 71,04 | 71,04 | 8    |
| 10   | Stati Uniti    | Tarrin Gilliland Andrew Capobianco     | 300,12 | 49,20 | 46,20 | 68,40 | 60,48 | 75,84 | 5    |
| 11   | Italia         | Noemi Batki Maicol Verzotto            | 291,54 | 50,40 | 48,60 | 63,90 | 72,96 | 55,68 | 13   |
| 12   | Ucraina        | Valeriia Liulko Maksym Dolhov          | 287,34 | 46,80 | 45,00 | 64,32 | 62,10 | 69,12 | 4    |
| 13   | Colombia       | Carolina Murillo Víctor Ortega         | 258,93 | 48,00 | 45,00 | 46,80 | 64,32 | 54,81 | 9    |
| 14   | Cuba           | Tuti García Jeinkler Aguirre           | 256,35 | 45,00 | 42,60 | 63,00 | 54,45 | 51,30 | 2    |
| 15   | Singapore      | Lim Shen-Yan Freida Jonathan Chan      | 250,68 | 45,00 | 46,80 | 57,96 | 41,40 | 59,52 | 1    |
| 16   | Uzbekistan     | Yuliya Nushtaeva Botir Khasanov        | 196,20 | 42,60 | 37,80 | 41,40 | 37,80 | 36,60 | 3    |